# Molynocoelia plumosa
Molynocoelia plumosa är en tvåvingeart som beskrevs av Allen L.Norrbom 2006. Molynocoelia plumosa ingår i släktet Molynocoelia och familjen borrflugor. Inga underarter finns listade i Catalogue of Life.